# J. B. Gouthier
J. B. Gouthier (geboren * 16. Juni 1965 in Dresden als Jens Dittschlag, auch Jänz Dittschlag und Jean Blitz Gouthier) ist ein deutscher Gitarrist, Komponist und Musiker.

## Leben und Werk
Neben seinem Abitur machte er 1985 an der nach dem Komponisten und Chorleiter Paul Büttner benannten Dresdner Musikschule Paul Büttner seinen Berufsausweis als Gitarrist für Tanz und Unterhaltungsmusik, Spezialgebiet Jazzgitarre. In dieser Zeit lernte er den Musiker Olaf Wiedemann kennen, der Gitarrist in der Dresdner Punkband Paranoia war. Er gründete seine eigene Punkband Suizid. Nach der Ausreise Olaf Wiedemanns nach West-Berlin zerfiel Paranoia und Ex-Bassist Jörg Löffler formierte mit Dittschlag für kurze Zeit das Oi-Projekt Cherusker Front. 1986 gründete er die Band Kaltfront, die nach der Einberufung des Sängers Kannä zur NVA und später der Ausreise des letzten Schlagzeugers Tom Gross aufgelöst wurde. Mit Tom Gross, R.J.K.K. Hänsch (alias Ray van Zeschau), Rainer A. Schmidt und Heiko Schramm gründete er 1988 seine erfolgreichste Band, Freunde der italienischen Oper, die auf der Stelle für Wolfgang Engels Faust-Trilogie am Staatsschauspiel Dresden engagiert wurde. Mitte 1989 wiederum zum Trio geschmolzen, rekrutierte er mit R.J.K.K. Hänsch schnell Ersatz. Diesmal mit Ralph Qno Kunze am Schlagzeug und Roger Baptist an Keyboard und Fagott. Der zweite Plattendeal nunmehr mit Alfred Hilsberg und Ex-Yello Carlos Perón als Produzent kam nicht mehr zustande. 1993 begann er an der Dresdner Hochschule für Musik Carl Maria von Weber ein Magisterstudium der Musikwissenschaften bei Hans-Günter Ottenberg, einen Spezialisten für Vorklassik. Nach zweijähriger Bühnenabstinenz gründete er mit Ralph Qno Kunze die Band Female, die für viele Dresdner Musiker stilprägend sein sollte.
1996 begann er wieder mit Ray van Zeschau zu arbeiten und gründete mit ihm das Rock-’n’-Roll- und Rockabilly-Projekt Ray & The Rockets. Im gleichen Zeitraum beschäftigte er sich auch wieder intensiv mit Theatermusik und komponierte und arrangierte den Soundtrack zu Hasko Webers Hamletmaschine/Hamlet-Doppelinszenierung am Staatsschauspiel Dresden. Weitere Theatermusiken wie Im Land der letzten Dinge von Paul Auster am Staatsschauspiel folgten. Neben zahlreichen Musikprojekten wie Wombat, The New Town Swing Orchestra oder Kathie Monroe und Band fand er auch zum Film, wo er häufig für die Balance Film an unterschiedlichsten Projekten arbeitete. Gouthier war von 1994 bis 2007 Chefsounddesigner im Starclub Dresden, heute Beatpol.

## Bands
- 1986–1990 Kaltfront (2006 Reunion)
- 1988–1992 Freunde der italienischen Oper
- 1994–1995 Female (später Thermoking)
- 1997–2008 Ray & The Rockets
- 2002–2004 Wombat
- 2005 The New Town Swing Orchestra
- seit 2006 Kathie Monroe und Band
- 2007 The Distorted Elvises
- seit 2008 Rummelsnuff

## Diskografie

### Kaltfront
- 2000: Live in Cottbus
- 2006: Zieh Dich warm an

### Freunde der italienischen Oper
- 1990: Mutmaßliche Terroristen in Haft…/Gott schütze den Innenminister (Tape)
- 1990: Live in Munich (Tape)
- 1991: Live in Dresden (Tape)
- 1991: Il Grande Silenzio (Tape)
- 1991: Live im Schauspielhaus Dresden (Tape)
- 1991: Um Thron Und Liebe (LP)
- 1996: Edle Einfalt Stille Größe (CD, Strandard63)

### Ray & The Rockets
- 1998: Rock The Universe (7"-Vinyl-EP, Strandard63)
- 1999: The Truth About Rosswein 47 (7"-Vinyl-Single, Strandard63)
- 2000: Boogie From Outer Space (7"-Vinyl-EP, Strandard63)
- 2001: Kosakabilly from Baikanur (7"-Vinyl-EP, Strandard63)
- 2002: The EP & Single Collection (CD, Strandard63)

### Sampler
- 1990: Dresden History 2 1988–89 (Tape)
- 1990: Dresden 1990 (Tape)
- 1991: Ausbruchsversuch Nr.3 (Tape)
- 1992: Eine eigene Gesellschaft mit eigener Moral (CD, What’s So Funny About)
- 2001: Musik in Deutschland 1950–2000 (CD, RCA/Bertelsmann)
- 2006: Spannung Leistung Widerstand – Magnetbanduntergrund DDR 1979–89 (CD, ZickZack)
- 2007: Kinder der Maschinenrepublik (CD)

### Bootlegs
- 1991: Live im Theaterclub Karl-Marx-Stadt (Tape)
- 1991: Live im OJH Riesa (Tape)
- 1991: Live im JFZ Neuruppin (Tape)
- 1991: Live im B-Plan Karl-Marx-Stadt (Tape)

## Filmmusik
- 2002: Halbe Miete (Song Wanderer); Regie: Marc Ottiker
- 2003: …man spart sich den Weg nach Venedig – kleine Friedrichstädter Flutgeschichten. Balancefilm GmbH
- 2005: „Ich glaube er war ein bißchen rebellisch“. Auf den Spuren des Dresdner Bibliothekars Walter Hofman. Balancefilm GmbH
- 2006: Das neue Dresden – Auf den Spuren eines Verlustes. Balancefilm GmbH
- 2006: Die Sandmanzen. Balancefilm GmbH (mit Rolf Hoppe)

## Theatermusik
- 1990: Faust II, Regie: Wolfgang Engel, Staatsschauspiel Dresden
- 1997: Hamletmaschine, Heiner Müller, Regie: Hasko Weber, Staatsschauspiel Dresden
- 1997: Hamlet, William Shakespeare, Regie: Hasko Weber, Staatsschauspiel Dresden
- 1999: Deutsche Erstaufführung: 21. April 1999 Im Land der letzten Dinge nach Paul Auster, Regie: Christoph Roos, TIF, Theater in der Fabrik, Staatsschauspiel Dresden